# Crocodilo-cubano
O crocodilo-cubano (Crocodylus rhombifer) é um réptil crocodiliano
de água doce, nativo de Cuba.

## Características
É um crocodilo de pequeno a médio porte. Adultos comuns medem entre 2,10 à 2,30 metros de comprimento e pesam de 70 a 80 kg. Grandes machos podem atingir um pouco mais de 3,50 metros de comprimento e pesar 215 kg ou mais.
Quando adultos possuem cores mais brilhantes que outros crocodilianos, possuem pernas longas e fortes e tem escamas mais ásperas.

## Distribuição e  habitat
Hoje, o crocodilo-cubano só pode ser encontrado no Pântano de Zapata em Cuba e na Ilha da Juventude, e é altamente ameaçado de extinção. Ele habitava anteriormente outras partes do Caribe. Fósseis desta espécie foram encontrados nas Ilhas Cayman  e nas Bahamas .
O crocodilo cubano normalmente habita reservatórios de  água doce, como pântanos , brejos  e rios e raramente nadam em água salgada.

## Biologia e Comportamento

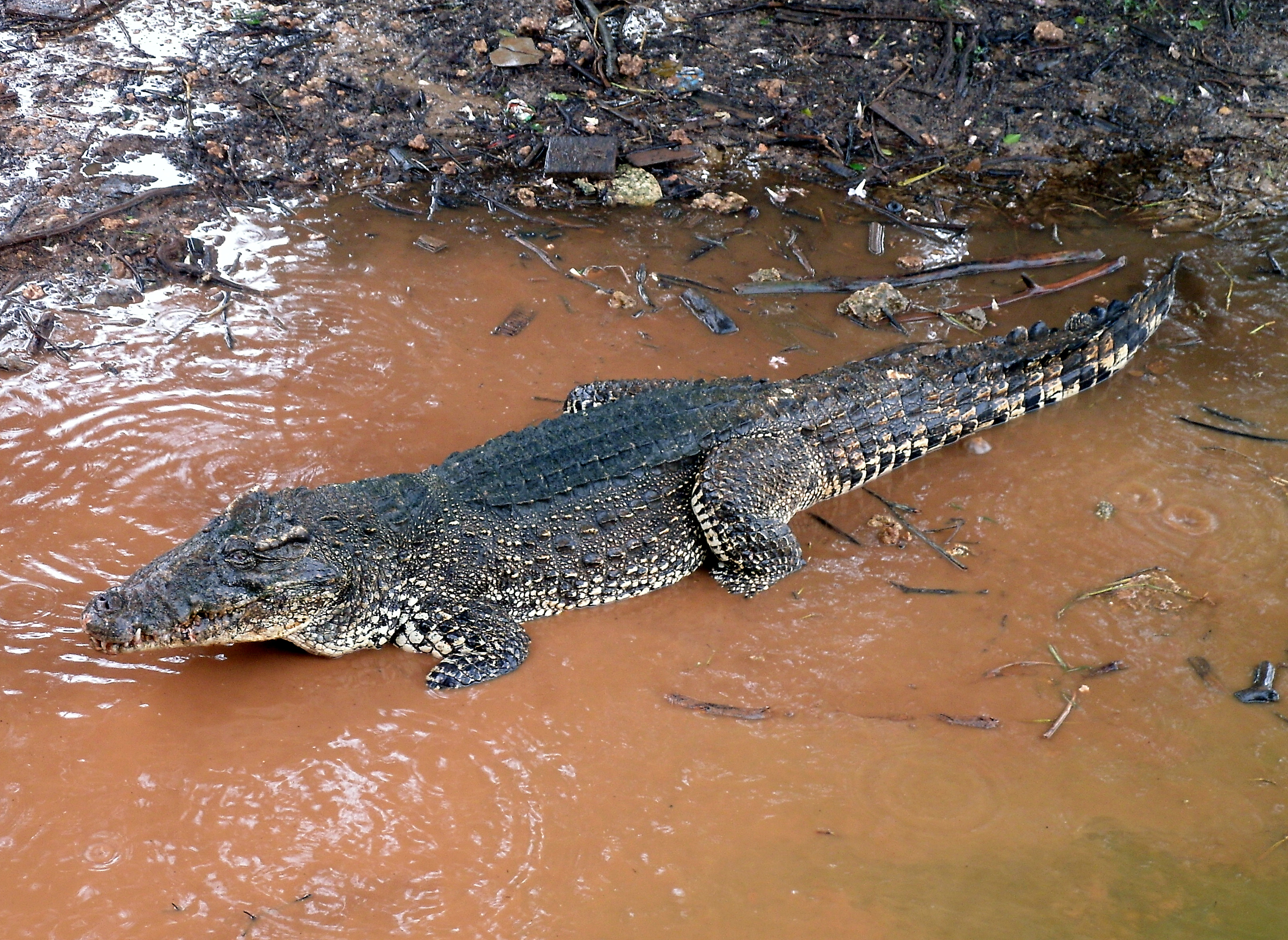
crocodilo-cubano

Esta espécie tem sido observada a apresentar um comportamento interessante que outros crocodilianos não possuem. A colônia desta espécie em Gatorland , Flórida, exibiu o que é fortemente suspeito de ser o comportamento de caça em grupo, o que pode explicar a predação da megafauna pré-histórica de espécies que coexistiram com esta. O comportamento despertou  muito interesse na espécie.
Esta espécie também é o crocodiliano mais terrestre de todos, e também, possivelmente, o mais inteligente.
O crocodilo-cubano, embora não seja muito grande, é frequentemente considerado como o mais agressivo crocodilo do Novo Mundo e é comportamentalmente dominante sobre o maior crocodilo americano em áreas em que as duas espécies coexistem.

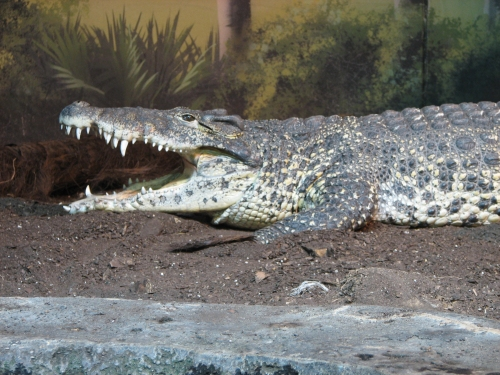
crocodilo-cubano em cativeiro.

Os dados de relativos ataques a humanos são limitados, mas as ocorrências são raras dado que a área de distribuição da espécie é distante de populações humanas. No entanto, os espécimes em cativeiro mostram agressividade para com os seus tratadores, um comportamento exibido em Gatorland.

### Caça e dieta
Pequenos peixes, artrópodes e crustáceos compõem a dieta dos jovens crocodilos-cubanos. Adultos das espécies alimentam-se principalmente de pequenos mamíferos, peixes e tartarugas. Eles têm dentes traseiros sem corte, o que ajuda na trituração dos cascos das tartarugas. Crocodilos-cubanos também demonstram a técnica de alimentação com salto, visto em outros crocodilianos, como no alligator americano. Impulsionando sua cauda poderosa, eles podem saltar da água e capturar animais de pequeno porte em  galhos.

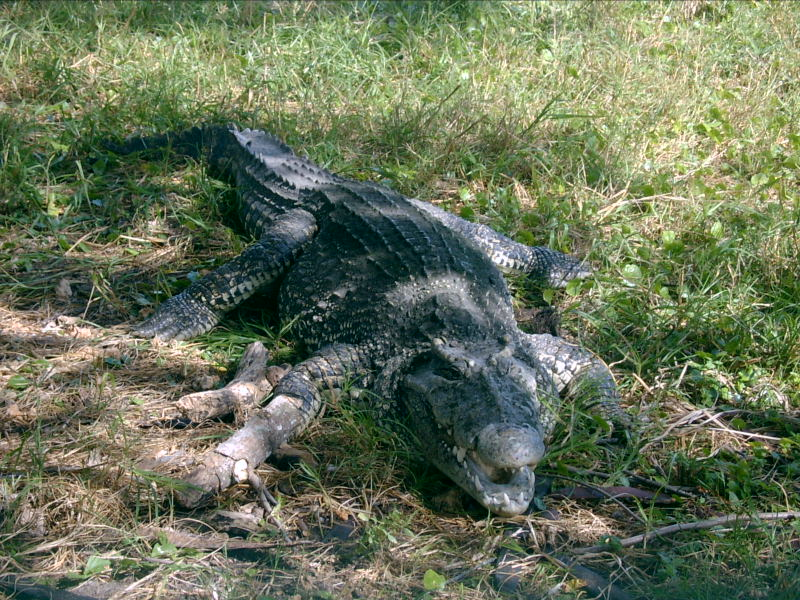
crocodilo-cubano

### Reprodução
A época de acasalamento do crocodilo-cubano é entre os meses de maio e julho. Acredita-se que esse período tem relação com mudanças ambientais como chuva e mudanças de temperatura. Na natureza, os crocodilos fazem ninho nos pântanos ; onde eles cavam buracos onde põem os ovos  e cobrem com matéria orgânica. Durante o período de nidificação o crocodilo-cubano coloca entre 30-40 ovos e o período de incubação dura em torno de  59-70 dias. Devido à predação de humanos, guaxinins e outros animais, só metade dos ovos eclodem. Tal como acontece com a maioria dos répteis, o sexo dos filhotes do crocodilo-cubano é determinado pela temperatura do ninho.
Os crocodilos-cubanos são agressivos e são conhecidos por cometerem canibalismo. Por este motivo a maioria dos filhotes não sobrevive à fase juvenil.

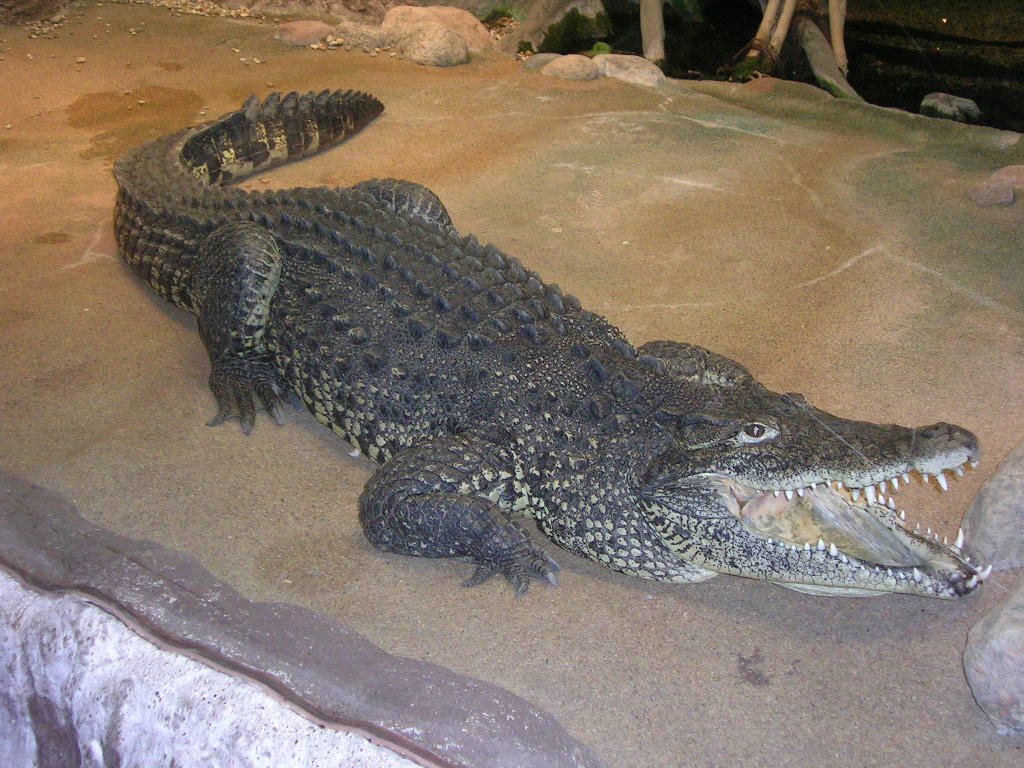
crocodilo-cubano em cativeiro

Em 2012, dois filhotes de crocodilo-cubano nasceram no Zoológico Nacional em Washington, DC. Esta foi a primeira vez em 25 anos que o crocodilo-cubano foi reproduzido com sucesso neste zoológico.

## Conservação
O crocodilo-cubano está criticamente em perigo de extinção, o habitat limitado o torna muito vulnerável. Os seres humanos têm caçado esta espécie e levado à beira da extinção. Muita pesquisa ainda precisa ser feita sobre as populações selvagens restantes. A espécie tem exemplares em cativeiro na Europa e nos Estados Unidos, onde os projetos de melhoramento estão ocorrendo, pois correram problemas de hibridização no passado, especialmente com o crocodilo americano, o que limita a pureza genética desta espécie.